# Monastero di Santa Monica (Crema)
La chiesa e il monastero di Santa Monica sono il luogo di culto e il cenobio femminile cattolico di Crema che istituito nel 1451 fu soppresso nel 1810

## Storia
Nel 1451 fu istituito a Crema un ordine monastico femminile per le ragazze provenienti dalle famiglie nobili: [...]verginelle de Bolzini, de Terni, et de Zurli [...]., giovani donne che un poco per spontanea vocazione e un poco per imposizione delle famiglie, sceglievano di vivere una vita claustrale che potesse offrire una formazione culturale e teologica adatta all'educazione ricevuta in famiglia. Molte famiglie mandavano le figlie nei conventi per motivi finanziari, volendo evitare che i patrimoni potessero assottigliarsi dividendosi tra gli eredi.
Fu all'Ordine di Sant'Agostino, che il cenobio femminile si ispirò. Nella città grazie alla Riforma Osservanza di Lombardia del 1439 l'ordine si era rivalutato con il monastero maschile agostiniano, che manteneva l'originario spirito del santo dell’umiltà, castità e povertà. La povertà delle monache, inizialmente, fu particolarmente dura: “dapprincipio le monache agostiniane – vivessero – in Crema assai poveramente, tanto che il Comune dovette più volte sussidiarle di denaro”.
La comunità fu fortemente voluta dal vicario generale Agostino da Crema che perorando la causa presso il Papa Niccolò V, ne ottenne il 23 marzo 1451, la fondazione assumendone la direzione e rappresentandola nel Capitolo generale come prima congregazione femminile integrata in quella agostiniana. Inizialmente furono sei le monache che furono accolte dal canonico Gennaro presso la chiesa della Santissima Trinità accanto alla  porta Ombriano:  “per bene istruire nella regola le pie fanciulle ed introdurvi la disciplina già altrove in pratica, vennero da Milano cinque monache ed una abbadessa, che entrarono anch’esse nella casa del canonico Gennaro, aspettando che si desse compimento al monastero”. Nel 1495 erano trentasei tra le quali Serafina, la figlia del condottiero Bartolino da Terni.
Il 15 marzo 1458 una bolla di papa Pio II autorizzò la vendita di alcuni fabbricati per un valore di 700 scudi d'oro camerali,  e l'edificazione di un monastero di clausura per le monache agostiniane con l'uso della chiesa di San Giorgio che storicamente apparteneva alla prepositura di san Martino di Palazzo Pignano. Per le necessità primarie delle monache vi fu il contributo di Bianca Maria Visconti che aveva da anni un rapporto collaborativo con il Cazzuli, e che pensò anche al costo per l'edificazione del convento. Da più parti giunsero contributi per la sua realizzazione, tra questi il lascito testamentario di Giorgio de Capitani, in origine indirizzato alla costruzione di un ospedale cittadino, del valore di 200 fiorini, mentre il governo veneziano esentò il monastero dal pagamento dei dazi per otto anni.
Le fonti risultano incerte sull'anno di edificazione della chiesa, che se per lo storico Zavaglio vi fu una parziale ricostruzione della chiesa di san Giorgio nel 1481, il Lucchi ne identificata un pieno rifacimento nel 1485. Certo che per la sua ultimazione, le monache furono costrette a chiedere un anticipo della propria dote che permise nel 1678 di ornarla di un tabernacolo di marmo. Il complesso monastico con la chiesa occuparono lo spazio liberato con la demolizione del castello di Ombriano, con via Casazza che lo collegava agli orti.

### L'economia
Nel convento furono accolte le giovani figlie di nobili e ricchi cittadini, riporta il Benvenuti: “Difficilmente ammettevano novizze che non fossero gentildonne ottenendo il sostegno economico favorito dagli statuti cittadini e dai mercanti. Inoltre le novizie dovevano consegnare una ricca dote che se non fosse stata subito versata, ne veniva richiesto in pegno gioielli e proprietà. Questo spiega perché l'economia del monastero fosse nel tempo, sempre più fiorente. Malgrado l'inferiorità della condizione femminile dell'epoca, le monache riuscirono a sviluppare un sistema non solo di sostentamento ma anche di ricchezza.
Le monache intrapresero una intensa attività lavorativa con la coltivazione degli ortaggi e di prodotti dolciari che ebbero una grande risonanza nella cittadina, la popolazione pensava che i prodotti delle monache non solo erano buoni ma potevano far bene anche all'anima. La badessa fu richiamata dal vescovo Faustino Giuseppe Griffoni che le ricordava il divieto di commercio di qualsiasi prodotto di produzione propria se non per gli ammalati e infermi. Il convento aveva avuto però la precedente autorizzazione del vescovo Marcantonio Zollio di spostare il forno dai locali interni, all'esterno così che potesse essere usato dagli abitanti in cambio di un pagamento. 

Molte furono le attività del convento, si evince che un molino sopra il Rino, dove scorre nelle loro Case fra il loro monistero et la Strada di Ombriano, e dove al presente è coperto da un volto di ragione d’esse monache, offrendosi far sgurar esso Rino in perpetuo, e far condurre via la materia dal detto molino sino alla bocca d’esso Rino qual è poco di sopra al loro monistero senza alcuna spesa per la Città. Aver ottenuto questo privilegio, di una roggia che passasse a fianco del monastero, permise la costruzione di una pala di mulino che portava l'acqua sia agli orti, che agli usi personali. Una grande ricchezza per il monastero, che pare fosse munito anche di un torchio per la produzione di vino o per i semi di lino di producevano un olio che pur non essendo di alta qualità serviva sia per usi culinari che di medicamento. Nel 1496 è documentato un incendio che creò gravi danni al torchio stesso.

Non tutte le giovani che entravano in convento prendevano i voti, alcune erano ospiti fino al momento di contrarre matrimonio, sempre previo un buon contributo al convento, mentre le novizie dovevano versare la dote almeno tre giorni prima che il Capitolo ne accettasse l'ingresso. La dote non sempre era in forma di denaro ma anche di proprietà Di queste vi sono molte documentazioni: 
(Benzi-pag.188-189)
Nel 1810, dopo quattrocento anni di storia, a seguito delle soppressioni napoleoniche, il monastero fu chiuso, le monache allontanate fecero ritorno alle famiglie d'origine e i locali del convento con la chiesa completamente distrutti.

### Il miracolo di Santa Monica
Il convento godeva di rispetto nonché di devozione da parte della cittadina che frequentemente vi ricorreva con offerte in cambio di preghiere. Un evento di particolare rilievo avvenne il 19 luglio 1712, con la miracolosa guarigione di Suor Maria Rosa Scotti. Questa si trovava allettata da tempo, il medico curante, dottor Giuseppe Vimercati, non trovava rimedio alla sua guarigione. Fu quindi portato sul letto dell'inferma il crocifisso che si trovava nel cenobio del monastero. La malata subito ebbe dei miglioramenti, tanto che il 10 giugno, giorno dedicato a san Pantaleo, la monaca poté alzarsi e il medico poté constatare che era completamente guarita.